# Vogelbeschermingswacht Zaanstreek
De Vogelbeschermingswacht Zaanstreek is een vereniging die zich bezighoudt met vogelbescherming en -studie in de Zaanstreek. De vogelbeschermingwacht dateert van 1943 en is daarmee mogelijk de oudste vogel(beschermings)wacht van Nederland. Er zijn circa 500 leden en 400 donateurs.

## Doelstelling
De Vogelbeschermingswacht Zaanstreek streeft naar de instandhouding en zo mogelijk verbetering van de vogelstand en het leefmilieu van vogels in de Zaanstreek en daarbuiten.
Daartoe bevordert ze de naleving van wetten en regels op het gebied van de vogelbescherming, verbreidt ze de vogelbeschermingsgedachte en zoekt ze steun bij particuliere en overheidsinstanties.

## Geschiedenis
De belangrijkste reden om te komen tot de oprichting van de vogelbeschermingswacht was de enorme omvang die het rapen van eieren had aangenomen gedurende de Tweede Wereldoorlog. De vogelbeschermingswacht wilde het rapen van eieren aan banden eggen. Toen in de loop van de decennia bleek dat andere activiteiten de vogelstand bedreigden, richtte de organisatie zich ook daar op, zoals op de uitbreiding van steden en industrieterreinen en de aanleg van wegen.

## Activiteiten
De Vogelbeschermingswacht richt zich op het inventariseren van vogels in het werkgebied, in het bijzonder op de volgende vogelgroepen: oeverzwaluwen, weidevogels, stadsvogels, roofvogels en uilen en in het bijzonder op de gebieden Oostzanerveld en Westzaan. Daarnaast verzorgt de Vogelbeschermingswacht lezingen en excursies.

## Organisatie
Binnen de organisatie zijn verschillende commissies en werkgroepen actief, verdeeld naar vogelgroep (bijvoorbeeld roofvogels en uilen), gebied (bijvoorbeeld Westzaan) en taak (bijvoorbeeld excursies).

## Link / bron
Website Vogelbeschermingswacht Zaanstreek